# Sjulnäs
Sjulnäs (umesamiska: Sjuvllanjuönies) är en by med ca 700 invånare belägen ca 2 mil innanför Piteå i Piteå kommun i Norrbottens län.  I Sjulnäs finns mellan- och högstadieskola, bibliotek, pizzeria, fotbollsanläggning och en badplats vid namn Sandön.

## Historia
Byn hette "Siursness" i den första landskapshandlingen för Västerbotten som finns, daterad 1539. Förslagsvis kommer bynamnet från mansnamnet "Siur" eller "Siurd". År 1539 fanns 21 registrerade hemman i byn med 29 män registrerade, varav sex var söner och två var svärsöner till hemmansägare i byn. Kvinnor och barn fanns naturligtvis i byn, men på den tiden fördes de inte in i landskapshandlingarna. Kvinnor fördes in i handlingarna om de var änkor efter avlidna män och därför övertog hemmanen eller ogifta döttrar - kallade pigor - som blev ensam kvar på ett hemman när föräldrarna dött.
När topograf och genealog Abraham Abrahamsson Hülphers vid mitten av 1700-talet gjorde sin resa genom hela Norrland, Norrbotten inkluderad, besökte han även Piteå socken. Vid visiten fick han höra den lokala historien om hur Sjulnäs fick sitt namn. Historien gick ut på att i socknen hade det funnits fyra bröder som hette Sjul, Sven, Henning och Erik. Sjul gav namn till Sjulnäs, Sven till byn Svensbyn och Henning till byn Hemmingsmark, alla i Piteå socken, medan Erik flyttade till Luleå socken och gav namn till byn Ersnäs - Eriks näs. År 1539 fanns mansnamnet "Siurd" i Ersnäs.